# Ōgaki

Ōgaki (大垣市 Ōgaki-shi?) este un municipiu din Japonia, prefectura Gifu.